# Rondonópolis
Rondonópolis város Brazíliában, Mato Grosso államban. Lakosainak száma 244 911 fő (2022). Rondonópolis Juscimeira, Itiquira, Pedra Preta, Poxoréo, Santo Antônio do Leverger és São José do Povo községekkel határos.

## Népesség
A település népességének változása:
| Lakosok száma | 195 476 | 218 899 | 228 857 | 239 613 | 244 911 |
|               | 2000    | 2016    | 2018    | 2021    | 2022    |